# Orologiul (constelație)
Orologiul este o constelație mică și palidă din emisfera sudică.

## Obiecte cerești
Coordonate:  03h 00m 00s, −60° 00′ 00″